# M15
М15 (също познат като Месие 15 или NGC 7078) е кълбовиден звезден куп в съзвездието Пегас. Той е един от приблизително 150-те известни сферични купове, които образуват бледо хало около нашата Галактика и е един от най-плътните в Галактиката. Най-ярките звезди от купа са червени гиганти, дължащи оранжевия си цвят на повърхностната си температура, която е по-ниска от слънчевата. Голяма част от по-бледите звезди са по-горещи, което ги прави синьо-бели. Изчисленията сочат, че звездите в М15 са на възраст около 12 млрд.години.
В този звезден куп се намира първата идентифицирана в сферичен куп планетарна мъглявина – Кестнер 648. Броя на откритите планетарни мъглявини в подобни сферични купове е от порядъка на единици. Централната звезда на К 648 има повърхностна температура около 400000 °C. Тъй като най-масивните звезди в М15 имат около 80% от слънчевата маса, съществуването на планетарната мъглявина К 648 се превръща в загадка. Възможно е прародителят на К 648 да са били две звезди, които са се сляли в една, която се наблюдава в центъра на мъглявината.
Открит е от италианския астроном Жан-Доминик Маралди през 1746 г.
В Нов общ каталог се води под номер NGC 7078.
М15 има ширина 176 светлинни години и е един от най-гъстите кълбовидни звездни купове в нашата галактика. Разстоянието до М15 e изчислено на около 33600 светлинни години.